# گاسونگو
گاسونگو شهری در شهرستان تیکاره در استان بام در بورکینافاسوی شمالی است و جمعیت آن ۸۱۱ نفر است.